# Bogislaw XIII.

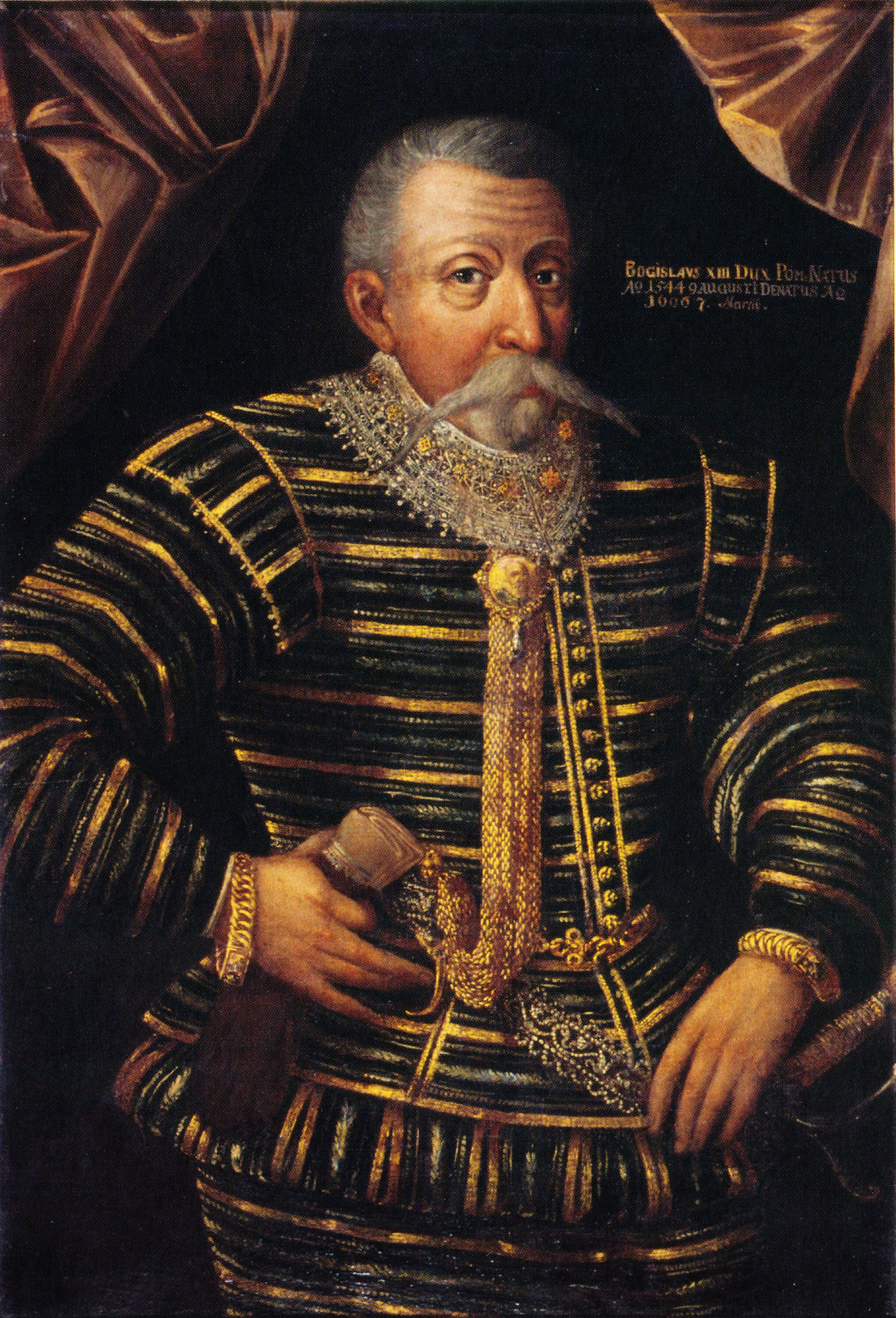
Herzog Bogislaw XIII.

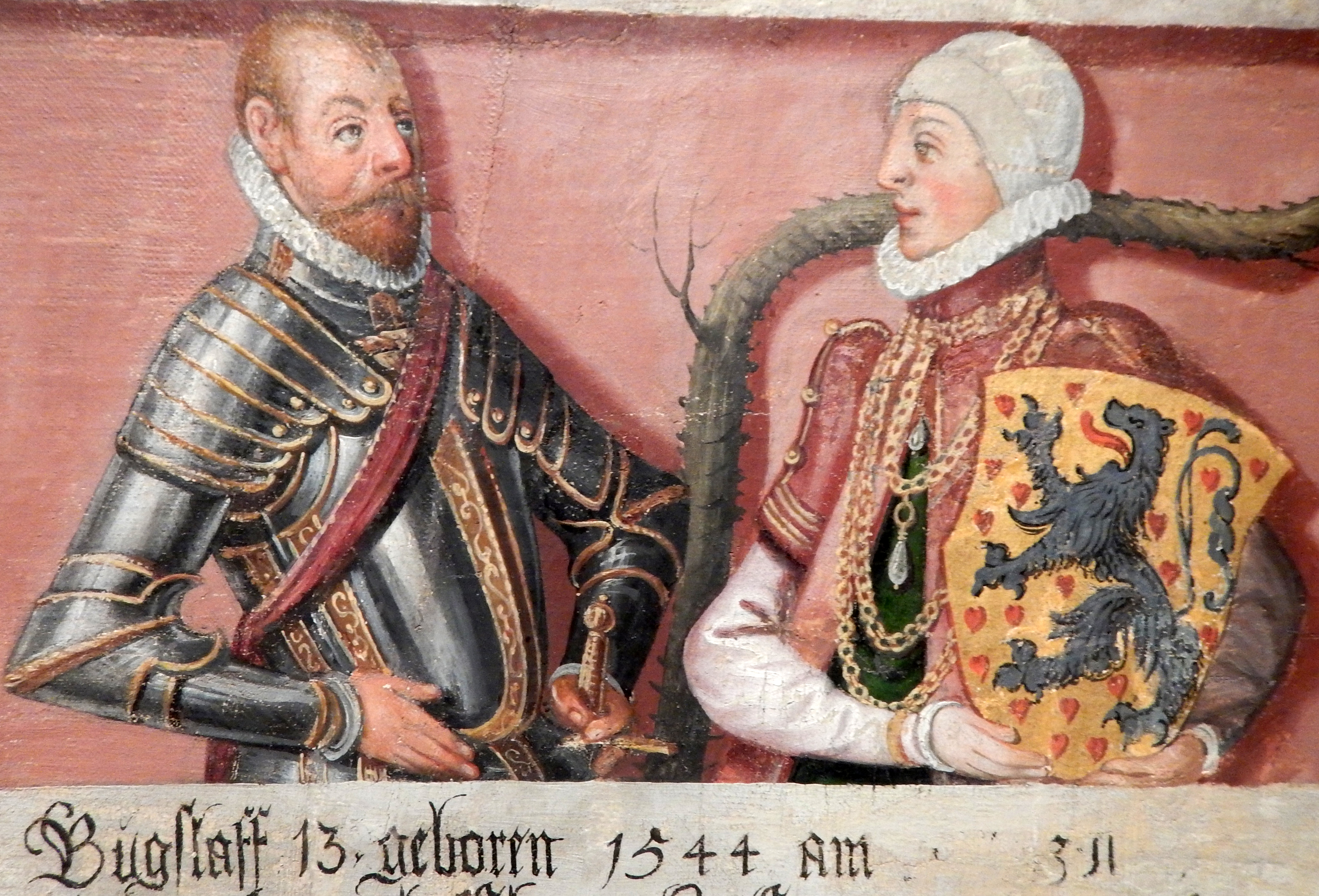
Bogislaw XIII. und seine erste Gemahlin Klara von Braunschweig-Lüneburg, aus dem Bilderstammbaum der Greifen von Cornelius Krommeny (1598).

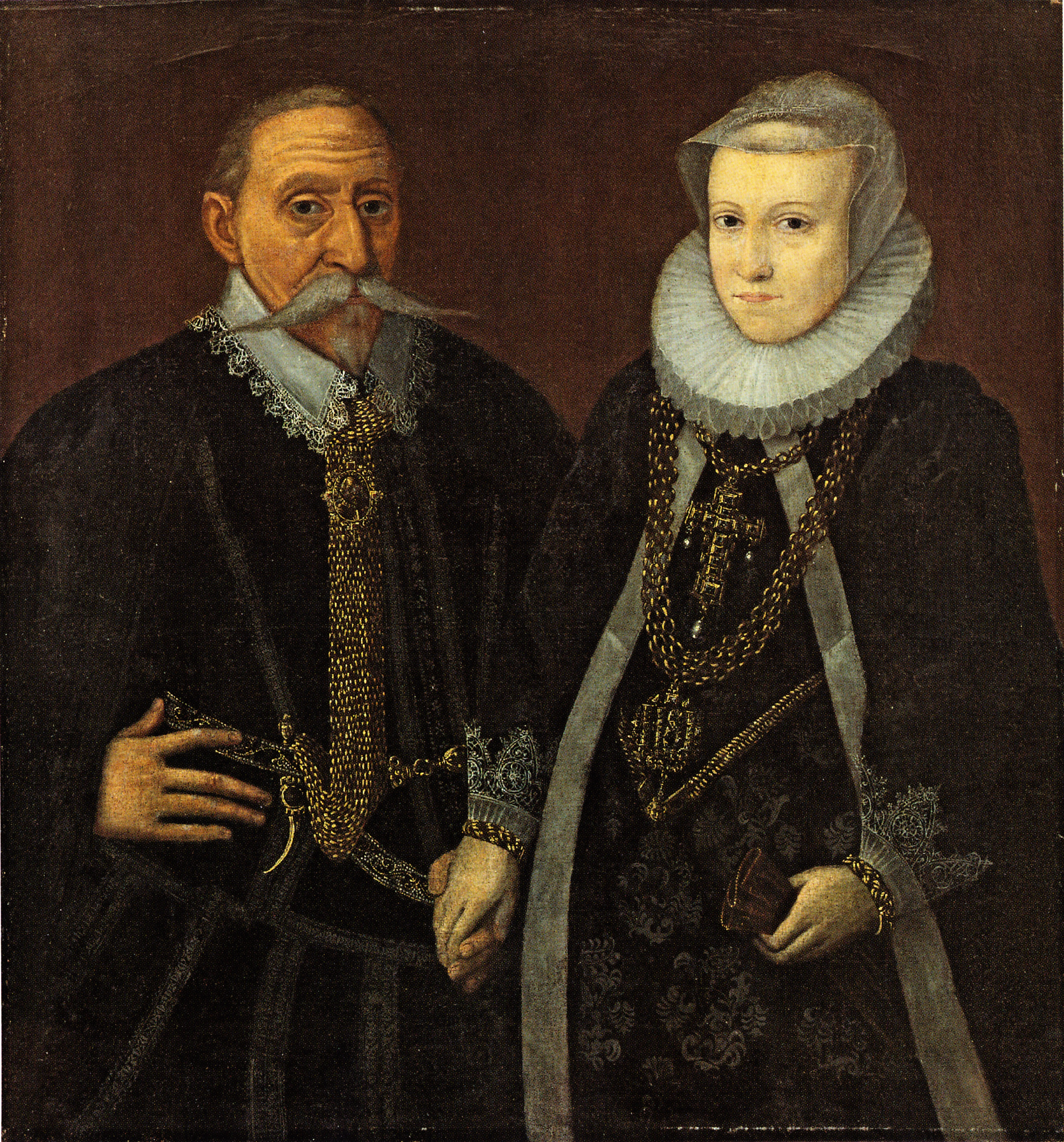
Bogislaw XIII. und seine zweite Gemahlin Anna von Schleswig-Holstein-Sonderburg

Bogislaw XIII. (* 9. August 1544; † 7. März 1606 in Stettin) war Herzog von Pommern.

## Leben

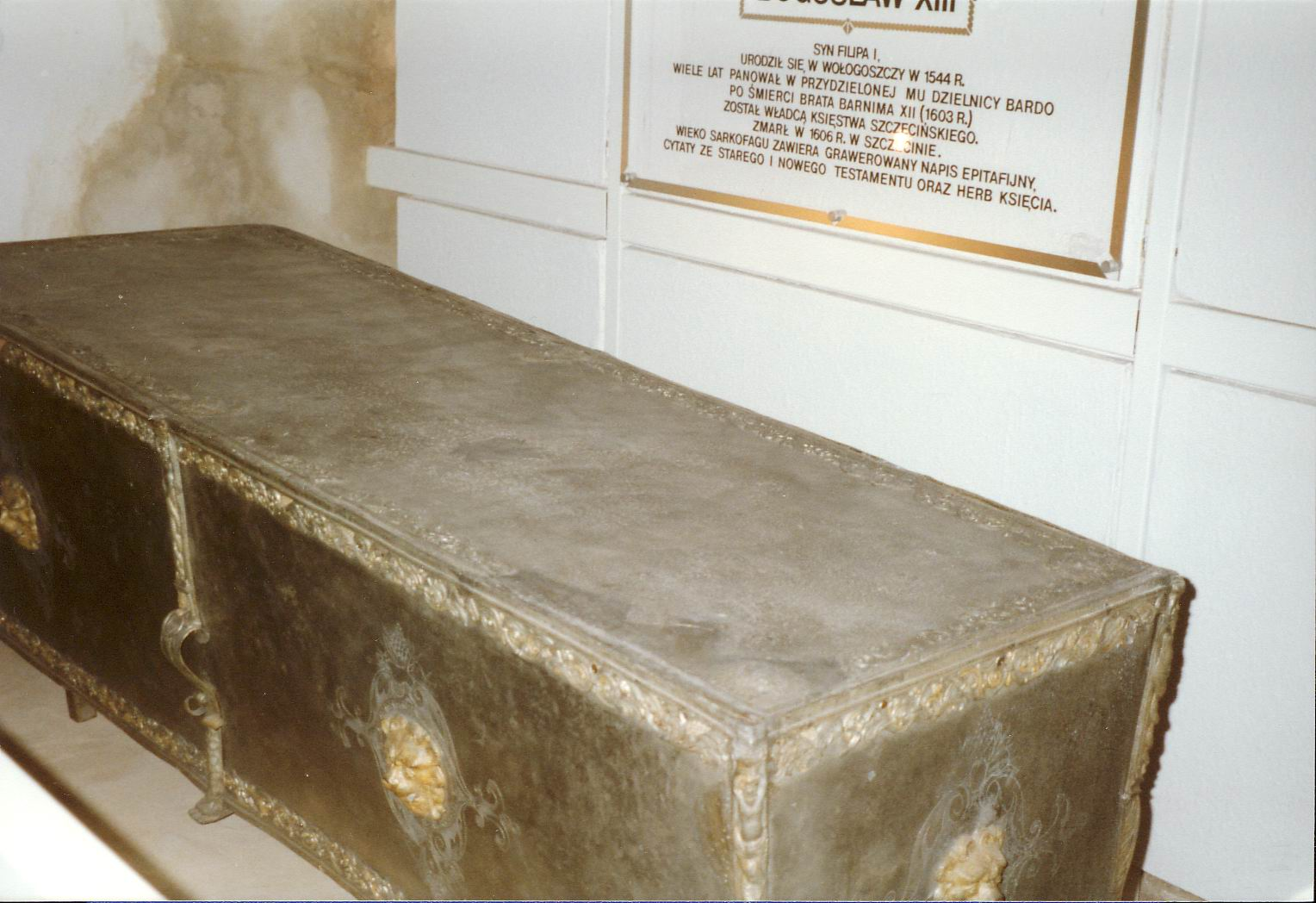
Sarg von Herzog Bogislaw XIII.

Bogislaw XIII. war ein Sohn Herzog Philipps I. von Pommern-Wolgast und dessen Gemahlin Maria von Sachsen, der Tochter des Kurfürsten Johann von Sachsen.  Bereits als Vierzehnjähriger studierte er an der Universität Greifswald. Hier wurde er 1559 mit der Ernennung zum Rektor auf ein Jahr geehrt. Er war zunächst Mitregent seines Bruders Herzog Johann Friedrich von Pommern-Wolgast.
Im Jahre 1569 ließ er sich jedoch von Johann Friedrich mit den Ämtern Barth und Neuenkamp abfinden. 1582 gründete er dort eine fürstliche Druckerei, die überregionale Bedeutung erlangte, unter anderem durch die 1588 in niederdeutscher Sprache gedruckte Barther Bibel. 1587 gründete er die Stadt Franzburg, die nach seinen weitreichenden Plänen der ihm verfeindeten Stadt Stralsund Konkurrenz machen sollte; sie blieb aber eine kleine Landstadt.
Von 1603 bis zu seinem Tod regierte er in Pommern-Stettin, welches ihm entsprechend dem Jasenitzer Erbvertrag von 1569 nach dem kinderlosen Tod seiner beiden Brüder Johann Friedrich († 1600) und Barnim X. († 1603) zugefallen war. Er blieb jedoch in Barth und setzte seinen ältesten Sohn Philipp II. als Statthalter ein.
Aus seiner ersten Ehe mit Klara von Braunschweig-Lüneburg, Tochter Franzens von Braunschweig und Lüneburg, Fürst von Gifhorn, und seiner Gattin Klara, stammen die Vertreter der letzten Generation des Greifenhauses. Seine Söhne Philipp II., Franz und Bogislaw XIV. regierten nacheinander in Stettin, Letzterer ab 1625 auch in Wolgast. Franz, Bogislaw XIV. und der jüngste Sohn Ulrich regierten zudem zeitweise als Bischöfe von Cammin im Stift. Seine Tochter Anna von Croy, auch Anna von Pommern, war mit Ernst von Croy verheiratet. Seine zweite Ehe mit Anna von Schleswig-Holstein-Sonderburg blieb kinderlos.
Bogislaw XIII. starb im Jahr 1606 in Stettin und wurde in der dortigen Schlosskirche beigesetzt. Ihm folgte in der Regierung sein Sohn Philipp II.